# Euphyia aksuensis
Euphyia aksuensis är en fjärilsart som beskrevs av Eugen Wehrli 1928. Euphyia aksuensis ingår i släktet Euphyia och familjen mätare. Inga underarter finns listade i Catalogue of Life.